# Salcbursko
Salcbursko či Solnohradsko (německy Salzburg) je jednou z devíti spolkových zemí Rakouska. Jejím hlavním městem je Salcburk.

## Charakter země
Salcbursko leží v Alpách, jeho sousedy jsou německá spolková země Svobodný stát Bavorsko, italská autonomní oblast Tridentsko-Horní Adiže (německy tradičně označované jako Jižní Tyrolsko – německy Südtirol, někdejší součást Tyrolska, italsky Trentino-Alto Adige) a rakouské spolkové země Horní Rakousy, Štýrsko, Tyrolsko a Korutany. Největší řekou, která zemí protéká, je Salzach. Protéká také i hlavním městem Salcburkem. Salcburk je hlavním ekonomicko-kulturním centrem, je zde letiště, kříží se zde dálnice i hlavní železniční tahy. Soustředěna je zde velká část průmyslu spolkové země.  Nachází se zde také nejhlubší údolí v celém Rakousku – Liechtensteinklamm, a to poblíž města St. Johann im Pongau. Na jihu země se táhnou Centrální Alpy, konkrétně masiv Vysokých Taur s mnoha třítisícovými vrcholy, na východě a severu pak Dachsteinský masiv a Berchtesgadenské Alpy.
Na ploše o rozloze 7 154 km² tu žije 515 327 obyvatel, většinou Rakušanů. 

## Historie
Salcbursko bylo osídleno již v pravěku. Starověké jméno Salcburku Iuvavum je keltského původu. Za římské nadvlády bylo Iuvavum správním střediskem provincie Noricum ripense. Od 6. století náleželo území pozdějšího Salcburska (kromě kraje Lungau) k Bavorskému vévodství (nejprve kmenovému vévodství Franské, resp. Východofranské říše a později státu Svaté říše římské). Okolo roku 690 založil sv. Rupert na troskách římského města Iuvavum biskupství, roku 696 klášter svatého Petra (Stift Sankt Peter) a roku 714 i ženský klášter benediktinek na Nonnbergu (Benediktinen-Frauenstift Nonnberg). V roce 798 bylo biskupství povýšeno na arcibiskupství a stalo se tak církevním centrem rakouských zemí a části Bavor (tzv. Altbayern).
Arcibiskupu Eberhardovi II., důležitému spojenci Štaufů, se v letech 1200 až 1246 podařilo z dosavadních menších hrabství, fojtství a soudních okrsků vybudovat pevné arcibiskupské panství. S uznáním hranic bavorským vévodou roku 1275 začíná poslední fáze postupného osamostatnění Salcburska a vymanění se z bavorského vlivu. Roku 1328 bylo v Salcbursku vydáno vlastní zemské zřízení, čímž se země stala samostatným státem v rámci Svaté říše římské.
Jako knížectví-arcibiskupství se Salcbursko vyvíjelo jako nárazníkový stát mezi Bavorskem a habsburskými zeměmi. V roce 1462 a na přelomu let 1525/26 došlo k selským povstáním. Kníže arcibiskup Leopold Anton von Firmian donutil v letech 1731/32 k emigraci asi 20 tisíc protestantů (tzv. salcburští exulanti, Salzburger Exulanten). Pro hospodářství nebyl v 16. století rozhodující jen obchod se solí, ale i dobývání zlata v údolí Gasteinertal v okolí obce Böckstein – výnosy byly svého času největší v Evropě.
Roku 1803 připadlo knížectví jako sekularizované kurfiřtství Ferdinandu III. Toskánskému, v roce 1805 společně s Berchtesgadenem Rakouskému císařství. Roku 1810 pak na krátký čas (opět) Bavorskému království a po Vídeňském kongresu (1816) bez Berchtesgadenu a Rupertiwinkelu už definitivně Rakousku. Samotné arcibiskupství bylo roku 1807 omezeno na území vlastního Salcburska a východu Severního Tyrolska. Roku 1813 byly některé jihozápadní okrajové části původního Salcburska připojeny k Tyrolsku a takto vymezené Salcbursko bylo mezi lety 1818–1825 nově územně zorganizováno jako součást Horních Rakous. 4. března 1849 se stalo rakouskou korunní a roku 1920 spolkovou zemí.
Nejvyšším legislativním orgánem země je salcburský zemský sněm.

## Obyvatelstvo
| Ke dni       | Počet obyvatel |
| ------------ | -------------- |
| 31. 12. 1900 | 192 763        |
| 07. 03. 1923 | 222 731        |
| 1939         | 267 169        |
| 01. 06. 1951 | 327 232        |
| 21. 03. 1961 | 347 292        |
| 12. 05. 1971 | 401 766        |
| 12. 05. 1981 | 442 301        |
| 15. 05. 1991 | 483 880        |
| 15. 05. 2001 | 515 327        |

## Geografie
Salcbursko se rozprostírá na ploše 7 154,23 km². 174 kilometrů jeho hranic jsou hranice mezistátní, z větší části s Německem, z menší s Itálií.

## Správní rozdělení
Salcbursko se dělí na pět politických okresů a jedno statutární město (Salcburk).

### Okresy
- Salcburk-okolí (Flachgau)
- Hallein (Tennengau)
- okres St. Johann im Pongau (Pongau)
- Zell am See (Pinzgau)
- Tamsweg (Lungau)

### Statutární města
- Salcburk (zemské hlavní město)